# Eparchia tichwińska
Eparchia tichwińska – jedna z eparchii Rosyjskiego Kościoła Prawosławnego, z siedzibą w Tichwinie. Jej ordynariuszem jest biskup tichwiński i łodiejnopolski Mścisław (Diaczyna).
Eparchia została erygowana na posiedzeniu Świętego Synodu Rosyjskiego Kościoła Prawosławnego w marcu 2013 poprzez wydzielenie z eparchii petersburskiej i ładoskiej.

## Monastery
Na terenie eparchii tichwińskiej w 2014 czynne były następujące klasztory:
- Monaster Trójcy Świętej Aleksandra Świrskiego, męski
- Monaster Trójcy Świętej w Zieleńcu, męski
- Monaster Zaśnięcia Matki Bożej w Tichwinie, męski
- Monaster św. Mikołaja w Starej Ładodze, męski
- Monaster Trójcy Świętej Antoniego Dymskiego, męski
- Monaster Wprowadzenia Matki Bożej do Świątyni w Tichwinie, żeński
- Monaster Opieki Matki Bożej w Tierwieniczach, żeński
- Monaster Wprowadzenia Matki Bożej do Świątyni w Ojaci, żeński
- Monaster Zaśnięcia Matki Bożej w Starej Ładodze, żeński